# منتخب اليمن لكرة قدم الصالات
منتخب اليمن لكرة قدم الصالات هو ممثل اليمن الرسمي في المنافسات الدولية في كرة الصالات .